# Il sussurro del mondo
Il sussurro del mondo (The Overstory) è un romanzo del 2018 dello scrittore statunitense Richard Powers. Nel 2019 ha vinto il Premio Pulitzer per la narrativa e nel 2018 è stato fra i finalisti del Booker Prize. In Italia è stato pubblicato da La nave di Teseo.
Il titolo originale The Overstory si riferisce alla canopia, ovvero la porzione superiore, formata dalle chiome, di una comunità di piante.

## Trama
Il romanzo è diviso in quattro sezioni: radici, tronco, chioma e semi.

### Radici
Nella prima parte vengono raccontate le premesse di ognuno dei personaggi.
All'inizio del ventesimo secolo nella fattoria degli Hoel in Iowa un unico castagno americano sopravvive alla distruzione causata dal cancro corticale del castagno, diventando un albero amato da quattro generazioni di Hoels. L'ultimo Hoel, Nicholas, torna alla fattoria il giorno di Natale e scopre che tutta la sua famiglia è morta per intossicazione da monossido di carbonio.
Winston Ma, un cinese americano, ha tre figlie. Per onorare suo padre, morto durante la guerra civile cinese, Winston pianta un gelso. Quando si toglie la vita sotto il gelso, lascia alle figlie alcuni preziosissimi cimeli di famiglia.
La famiglia Appich pianta un albero per ogni bambino nato. L'albero di Adam, un bambino con un disturbo dello spettro autistico appassionato di entomologia, è un acero. Dopo un'adolescenza difficile, la sua passione per la conoscenza si riaccende dopo aver trovato un libro di psicologia sociale, che studia all'università, concentrandosi soprattutto sull'effetto spettatore.
Ray Brinkman e Dorothy Cazaly iniziano a frequentarsi, ma Dorothy è contraria alle relazioni stabili perché le vede come una forma di possesso. Alla fine si sposano e fanno piani per piantare qualcosa nel loro cortile ogni anno nel loro anniversario.
Dopo aver sopportato l'esperimento carcerario di Stanford, Douglas Pavlicek si arruola nella US Air Force. L'aereo di Doug viene abbattuto e lui viene salvato dai rami di un albero di baniano. Viaggiando attraverso l'Oregon è sconvolto dalla vista di aree di foresta tagliate a raso, così accetta un lavoro per il rimboschimento.
Neelay Mehta è un ragazzo ossessionato dalle infinite potenzialità della programmazione informatica. Mentre si arrampica su una quercia, Neelay cade e rimane paraplegico. Mentre è alla Stanford University, ispirato dagli alberi del campus e decide di creare un videogioco immersivo in cui i giocatori conquistano, si espandono e interagiscono in un mondo virtuale.
Patricia Westerford è una ricercatrice in botanica e silvicoltura al college e scopre che gli alberi comunicano tra loro attraverso sostanze chimiche. Le sue scoperte sono prima accolte e poi ridicolizzate dal mondo accademico, e Patricia si ritira a vivere in mezzo ai boschi come guardaboschi. Successivamente incontra due scienziati che le dicono che la sua ricerca è stata riabilitata e che sta raccogliendo molti seguaci nella comunità scientifica. Si unisce a loro alla loro stazione di ricerca e ricomincia a indagare sugli alberi.
Mentre è al college a studiare scienze attuariali, Olivia Vandergriff viene accidentalmente fulminata e il suo cuore si ferma.

### Tronco
Dopo novanta secondi il cuore di Olivia si riavvia. Percepisce esseri di luce che vogliono che lasci la scuola per unirsi agli attivisti ambientali che lavorano per salvare le sequoie della California. Lungo la strada, si ferma alla fattoria di Nick Hoel, che è diventato un artista e che si unisce a lei.
Mimi e Douglas si incontrano quando un boschetto di pini gialli viene abbattuto nel cuore della notte. Insieme, decidono di unirsi agli attivisti per difendere gli alberi ed entrambi vengono arrestati diverse volte. Alla fine, si dirigono verso lo stesso gruppo di attivisti a cui si uniscono Oliva e Nick.
Neelay fonda la sua azienda ottenendo un enorme successo con i suoi videogiochi. Patricia scrive un libro bestseller sulle relazioni segrete degli alberi, intitolato The Secret Forest. Adam decide che scriverà la sua tesi sui profili psicologici degli attivisti ambientali. Dorothy e Ray lottano per concepire un bambino e Dorothy inizia ad avere una relazione.
Nick e Olivia, a turno, vivono per diversi mesi tra i rami di una sequoia gigante chiamata Mimas per proteggerla dall'abbattimento. Dorothy chiede a Ray il divorzio, ma Ray ha un ictus che lo lascia pesantemente invalido.
Adam intervista Nick e Olivia in cima a Mimas. Mentre sono lì, vengono minacciati da un elicottero e costretti a scendere; tutti e tre vengono mandati in prigione e Mimas viene abbattuto. Adam decide di unirsi a Nick, Olivia, Mimi e Doug in Oregon. Dopo alcune iniziative infruttuose per fermare il disboscamento il gruppo decide lasciare la non-violenza e si intraprendere atti di ecoterrorismo; durante l'azione finale Olivia resta uccisa e il gruppo si disperde.

### Chioma
Adam torna alla scuola di specializzazione e diventa un rispettato professore nel campo della psicologia. Nick continua a fare l'artista e Mimi cambia nome e diventa una terapista. Doug vive isolato in una città mineraria nel Montana.
Dorothy si prende cura di Ray dopo il suo ictus. Patricia avvia una banca dei semi per preservare specie vegetali in via di estinzione. Neelay vuole usare la tecnologia per aiutare a preservare il mondo naturale.
Un turista trova il diario di Doug con informazioni sulle attività incendiarie del gruppo e Doug viene arrestato. Per proteggere Mimì, decide di identificare Adam come complice.

### Semi
Neelay lascia la sua compagnia e crea sistemi di intelligenza artificiale per indagare i biomi. Adam si dichiara colpevole dei suoi crimini e viene condannato a 140 anni di carcere. Ray e Dorothy decidono di lasciare che il loro cortile si inselvatichisca  finché Ray non ha un secondo ictus e muore. Nick continua a fare arte e il romanzo si conclude con il completamento di un'enorme opera di land art che recita la parola "ANCORA" abbastanza grande da essere vista dallo spazio.

## Critica
Il romanzo ha ricevuto ottime critiche in patria che hanno generalmente sottolineato l'originalità della tematica, l'abilità dell'autore e il suo impegno sui temi del cambiamento climatico e dell'antropocentrismo . Anche in Italia è stato molto ben accolto.